# Goodbye Deponia
Goodbye Deponia ist ein Point-and-Click-Adventure des Hamburger Spieleentwicklers und Publishers Daedalic Entertainment. Es folgte mit seiner Veröffentlichung im Oktober 2013 auf die Vorgänger Deponia und Chaos auf Deponia als dritter Teil einer insgesamt vierteiligen Reihe des Autors und Daedalic-Mitgründers Jan Müller-Michaelis.
Die Handlung knüpft unmittelbar an die Ereignisse der ersten beiden Teile an. Der Spieler schlüpft erneut in die Rolle des Antihelden Rufus, der alles versucht, um auf die Raumstation Elysium zu gelangen, zur Rettung des Schrottplaneten Deponia, vor allem aber zur Verbesserung seiner eigenen Lebensumstände. Zur Seite stehen ihm dabei unter anderem die Elysianerin Goal, in die er sich bereits in Deponia verliebt hat, der Arzt und Bastler Doc, sowie der Müllfrachterkapitän Bozo.

## Handlung
Goodbye Deponia spielt zeitlich kurz nach Chaos of Deponia. Rufus, Goal, Bozo und Doc sind auf dem Kutter auf den Organontrassenschienen, als sie durch Unbedachtheiten seitens Rufus in das Maschinenwerk eines Organonkreuzers geraten. Dort trifft Rufus Barry, der sich als Rufus’ größter Fan vorstellt. Im Gespräch fassen die beiden die Geschehnisse der Vorgänger grob zusammen, anschließend kann Rufus sich selbst und Goal vom Kreuzer retten. Währenddessen berichtet Cletus Amtmann Argus, dass seine vermeintliche Verlobte nicht Goal sei, sondern die Deponianerin Donna. Argus schickt Cletus zusammen mit Oppenbot, einem überfordert wirkenden Roboter, auf die Suche nach Goal.
Nachdem Bozos Kutter komplett zerstört wurde, müssen sie zu Fuß weiter und übernachten im Hotel Menetekel. Doc und Bozo richten umgehend im Zimmer ein kleines neurotechnisches Labor ein, um die drei gespaltenen Persönlichkeiten von Goal wieder zu vereinen. Als Rufus aber seine Hilfe anbietet, schicken sie ihn auf die Suche nach einem erfundenen Gerät, in der Hoffnung, dass er sie nicht mehr an ihren Arbeiten behindern werde. Kurz darauf quartiert sich Cletus zusammen mit Oppenbot ebenfalls im Hotel ein. Cletus erwähnt, dass sich in der Tasche, die er bei sich im Zimmer hat, ein eben solches Gerät befindet. Als Rufus dieses Gerät in die Hände bekommt und zurück in ihr gemeinsames Zimmer kommt, ist Goals Operation bereits vollbracht. Rufus ist erzürnt darüber, dass man ihn mit einem sinnlosen Auftrag einfach loswerden wollte und geht wütend aus dem Zimmer. Im Gang trifft er auf Argus und Donna, die Cletus suchen. Rufus und Goal können Argus überzeugen, dass Rufus Cletus ist. Argus bietet Rufus und Goal daraufhin an, mit ihm nach Porta Fisco zu kommen, um das letzte Hochboot nach Elysium noch zu erwischen. Beide willigen ein.
Auf dem Organonkreuzer werden Rufus und Goal in ein Zimmer einquartiert. Während Goal einen Bericht an den elysianischen Ältestenrat schreibt, zieht Rufus sein Kostüm aus und fordert Goal auf, mit ihm ins Bett zu kommen. Als sie aber erwähnt, dass sie videoüberwacht werden, beschließt Rufus, in den Computerkern einzudringen, um eine Enttarnung zu verhindern. Beim Löschen der Aufnahmen werden sie von Argus erwischt. Goal wird abgeführt, während ein Organon den Auftrag hat, Rufus aus dem Weg zu räumen. Rufus schafft es, ihn zu überlisten und macht sich auf die Suche nach Goal. Stattdessen findet er Cletus und Donna, die es anscheinend doch geschafft haben, sich auf den Kreuzer zu schmuggeln. Er versteckt sich in einer Art Kiste. Das Versteck entpuppt sich jedoch als Roboter, der anscheinend für Verhöre und Folterungen konstruiert wurde, aber manuell bedienbar ist. Der Roboter wird durch Rufus aktiviert und bringt ihn dorthin, wo inzwischen Argus Goal an eine Pritsche gefesselt hat. Argus zieht seinen Helm aus und offenbart Goal, dass er ebenfalls gegen eine Sprengung arbeite. Goal erkennt, dass auch Argus genau gleich aussieht wie Rufus und Cletus. Argus bietet Goal an, ihn statt Rufus oder Cletus als Verlobten nach Elysium mitzunehmen, um dem Wahnsinn ein Ende zu bereiten. Rufus versucht verzweifelt einzugreifen, indem er willkürlich Tasten im Innern des Roboters drückt, woraufhin Goal eine Überdosis Sodium Amytal injiziert bekommt. Sie schafft es noch, ihre Liebe zu Rufus zu gestehen, dann stirbt sie. Argus lässt vor lauter Wut den Roboter mit Rufus von Bord werfen.
Rufus findet sich in der „Hölle“ wieder, die dem Tutorial-Raum gleicht. Er findet einen Weg hinaus und stellt fest, dass es sich bei der „Hölle“ um eine von einer mysteriösen Figur namens Hermes geleiteten Klonfabrik handelt. Hermes klärt Rufus darüber auf, wie die ganzen Geschehnisse zustande gekommen sind: Er ist derjenige, der Deponia für unbewohnbar erklärt, Elysium geschaffen, den Evakuierungsplan mit Utopia erdacht und den Organon erschaffen hat. Den Organon hat er jeweils aus Biomüll und Nukleinsäure hergestellt, so dass die Klone sich im gewünschten Alter klonen lassen. Rufus, Argus und Cletus gehören einer Reihe von Prototypen an, die der Produktion der Organons vorangegangen sind (Prototyp A, Prototyp C und Prototyp R). Er nahm den Prototypen den Respekt vor dem Leben, was dazu geführt hat, dass viele keine Angst vor dem Tod gehabt haben und durch diverse Unfälle gestorben sind. Rufus, Argus und Cletus haben nur durch verschiedene Mutationen in ihren Genen überlebt, wobei Rufus als Einziger das Gen für Hoffnung hat. Außerdem ist es meistens so, dass die Klone vor der Pubertät anders aussehen als danach.
Während des Gesprächs verliert Rufus seine Hoffnung und entdeckt auch eine tote Frau, die er für Goal hält. Am Ende lässt er sich von Hermes überzeugen, Goal durch Klonen wiederzubeleben und sich selbst dreimal zu klonen. Rufus klont Goal. Leider ist der Nukleinsäuretank leer, was dazu führt, dass sie als Säugling geklont wird und gleich darauf durch einen Unfall in die Kanalisation fällt. Rufus kann sich mithilfe von Hermes in drei „Rufi“ klonen: Einer muss mit der Nukleinsäure Goal in die Kanalisation folgen und sie wieder groß machen, einer muss in Porta Fisco den Widerstand mobilisieren, und einer muss an der oberen Aufstiegsstation das letzte Hochboot nach Elysium so lange aufhalten, bis die anderen beiden fertig sind.
Der Rufus in der Kanalisation schafft es, Goal und die Nukleinsäure zu finden, doch Goal wird von einem Strudel tiefer in die Kanalisation gezogen. Rufus bleibt nichts anderes übrig, als ihr hinterherzuspringen.
Der Rufus in Porta Fisco trifft als erstes auf einen zutiefst deprimierten Bozo, den er jedoch heilen kann. Dabei trifft er viele bekannte Charaktere aus den beiden vorherigen Teilen, die alle im Widerstand sind. Dieser hat sich während seiner Abwesenheit durch einen „General“ in eine militärische Organisation verwandelt und Rufus wird am Tor nicht erkannt. Nach der Heilung Bozos identifiziert dieser Rufus, der anschließend Zutritt zum Lager erhält.
Der Rufus in der oberen Aufstiegsstation kommt als erstes beim Terminal an, wo die Kisten nach Elysium verladen werden. Beim Versuch, in eine der Kisten zu steigen, wird er erwischt und in eine Zelle mit Cletus gesteckt, den er aber ebenfalls für einen verkleideten Rufus-Klon hält. Er schafft es, ohne Cletus aus der Zelle zu entkommen. Er trifft auf Janosch und Cowboy Dodo vom Widerstand, die versuchen, in Argus’ Büro einzudringen, um die Aufstiegscodes zu bergen. Beim Einbruchsversuch überrascht Argus jedoch Cletus und die anderen Widerständler. Der als Organon verkleidete Rufus wird zum Kistenschleppen abkommandiert und kann sich so in einer Kiste verstecken, die nach Elysium geht.
Zeitgleich kommt der Stadt-Rufus in das Rebellenlager und sieht, dass sich die Strukturen von Grund auf verändert haben: Er ist nicht mehr der Anführer, es gibt einen neuen General und es gibt einen neuen Plan. Der Widerstand versucht mit einer riesigen Kanone Elysium vom Himmel zu schießen, bevor deren Führung das Signal zur Sprengung von Deponia geben kann. Der General entpuppt sich als Seagull, der die Schusswunde aus dem zweiten Teil überlebt hat. Kurz darauf wird Goal mit dem Kanalisations-Rufus in die Zentrale des Widerstandes gespült. Rufus hat endlich die Gelegenheit, Goal die Nukleinsäure zu geben, doch die vermeintliche Goal entpuppt sich als Donna. Seagull fordert daraufhin Rufus auf, sich für das angerichtete Chaos zu entschuldigen. Der Kanalisations-Rufus ist dazu bereit, doch der Stadt-Rufus weigert sich vehement dagegen. Durch einen Streit zwischen den beiden Klonen verliert Seagull die Nerven und schießt mit einer Laserkanone den Stadt-Rufus an. Der Kanalisations-Rufus schafft es mit dem verletzten Stadt-Rufus über den Munitionsschacht durch das Kanonenrohr zu fliehen.
Währenddessen ist der Rufus an der Aufstiegsstation vor dem Hochboot und dringt erneut in Argus Büro ein, um die Aufstiegscodes aus dem Tresor zu holen. Es folgt ein Verwechslungsspiel, in dem Cletus abermals von den Organons geschnappt wird und Rufus sich ein neues Cletuskostüm greift. Doch bevor Rufus die Aufstiegscodes eingeben kann, erwischt ihn Argus. Er lässt Goal bringen und erklärt, dass sie sie retten konnten und Donna mit dem defekten Roboter damals vom Kreuzer geworfen wurde. Kurz darauf lässt er Goal vom Turm stürzen. Rufus springt ihr hinterher und hält sich an Oppenbot fest, der von ihm mit in die Tiefe gerissen wird. Sie können Goal retten, doch bevor Rufus mit Oppenbot auf dem Boden aufprallt, fliegt er in Seagull, der gerade die anderen beiden Rufi bedroht. Er reißt ihn ebenfalls mit und fliegt aus dem Screen.
Unterdessen versuchen die beiden übriggebliebenen Rufi in einen Panzer zu klettern und zu fliehen, doch durch eine weitere Panne verstopfen sie das sich hebende Kanonenrohr. Durch die offene Hintertür fallen beide zurück in den Munitionsschacht, wo der angeschossene Rufus dann in den Armen des anderen Rufus stirbt. Gleichzeitig hebt das letzte Hochboot nach Elysium ab. Bevor die Mitglieder des Widerstands auf Rufus losgehen können, kommt Goal und berichtet die Geschichte aus ihrer Sicht: Wenn Rufus nicht den Widerstand mobilisiert hätte, wären sie nie an dem Punkt angekommen, an dem sie jetzt stehen. Verzweifelt fasst Rufus den Plan, sich als Cletus zu verkleiden und alle zusammen mit dem Panzer auf das Hochboot zu schießen.
Dort angekommen, wird er im Allgemeinen für Argus gehalten. Auf dem Weg zur Brücke kommt es zu einem Zweikampf mit dem echten Argus, den Rufus gewinnt. Auf der Brücke des Hochboots trifft Rufus das erste Mal auf Ulysses, den Anführer des Organon. Als Ulysses erfährt, dass der gesamte Organon an Bord ist, hält er das Hochboot an und leitet sofort die Sprengung Deponias ein. Die Detonation würde dabei das Hochboot erfassen und alle Passagiere töten. Er entscheidet sich um, als er sieht, dass seine Tochter Goal auch an Bord ist.
Um die Katastrophe abzuwenden, melden sich Argus, Cletus und Rufus freiwillig, um den Sender zu zerstören, bevor die Zündsequenz fertig übertragen wurde. Nach einigen Schwierigkeiten gelingt es ihnen, den Sender auszuschalten, doch alle drei hängen danach im Rotor fest: Sobald sich einer bewegt, beginnt der Rotor sich zu drehen und würde alle drei in letzter Konsequenz mitreißen. Erst als Goal hinzutritt, ergibt sich die Chance, dass einer von ihnen gerettet werden kann. Rufus stellt schnell fest, dass er sie nicht davon überzeugen kann, dass er der wahre Rufus ist. Da das Hochboot durch den Ausfall des Rotors Gefahr läuft abzustürzen, bezeichnet er Cletus als echten Rufus mit der Begründung: „Überleg doch mal, wie kann ich der echte Rufus sein? Der echte Rufus wird nie aufgeben, sich nie ändern und niemals... loslassen“. Daraufhin lässt er den Rotor los, Goal rettet Cletus und Argus bleibt in dem sich drehenden Rotor zurück.
Im Fallen begegnet Rufus wieder Barry, seinem größten Fan. Dieser erklärt ihm, dass das, was er getan hat, das einzig Richtige gewesen sei. Als er aber im Erklären auf einen Satelliten aufprallt, bekommt Rufus einen Lachanfall und fällt lachend aus dem Bildschirm in Richtung Deponia.
Das Spiel endet mit dem elysianischen Ältestenrat, der sehr besorgt um die neue Situation ist. Elysium ist nun total überbevölkert, die Ressourcen gehen aus und möglicherweise müssen sie jetzt auf Deponia landen. Goal empfiehlt ihnen, die Ratschläge von Cletus anzuhören, der Rufus’ Identität angenommen hat, um sich nicht zu verraten. Sie sagt, Rufus habe immer die besten Ideen. Während Cletus sich strauchelnd abmüht, seine Ideen zu präsentieren, geht Goal auf eine Terrasse, sieht traurig auf Deponia hinunter und seufzt.

## Spielprinzip und Technik
Im Spiel steuert der Spieler Rufus per Mausklick durch verschiedene Bildschirme, interagiert mit anderen Charakteren und sammelt und kombiniert Gegenstände. Durch clevere Kombination werden Rätsel, die das Fortschreiten im Spiel erschweren, gelöst. Die Dialoge, bei denen stets mehrere Antworten möglich sind, bieten dabei Lösungshilfen, die jedoch meistens ebenfalls kryptischer Art sind.
An bestimmten Stellen muss der Spieler zudem Minispiele lösen, die jedoch übersprungen werden können. Diese sind meist sehr komplexe Rätsel, die keine oder nur wenige bereits gefundene Gegenstände erfordern.
Im späteren Spielverlauf hat es der Spieler mit drei Rufi zu tun, zwischen denen hin- und hergeschaltet werden kann. An einigen Stellen ist auch der direkte und indirekte Austausch von Gegenständen zwischen jeweils zwei Rufi möglich.

## Synchronisation
| Charakter                                                         | Synchronsprecher     |
| ----------------------------------------------------------------- | -------------------- |
| Rufus / Argus / Cletus / Organon                                  | Monty Arnold         |
| Äffchen / Briefträger                                             | Phillip Baltus       |
| Sektenmitglied Nr. 1 / Fernsehkoch / Drehorgelspieler / Therapeut | Gunnar Bergmann      |
| June / Cutis                                                      | Anne Beutel          |
| Herr Mook / Strickhändler / Janosch                               | Michael Bideller     |
| Toni / Syndi                                                      | Marie Biermann       |
| Frau Mook / Teigtaschenfrau                                       | Katja Brügger        |
| Goal / Goaly / Mantis                                             | Sinikka Compart      |
| Donna / Gritchen                                                  | Alianne Diehl        |
| Ulysses / Spediteur / Opa Bozo                                    | Joscha Fischer-Antze |
| Seagull                                                           | Thomas Fitschen      |
| Rezeptionist / Rusty                                              | Jesse Grimm          |
| Ältester / Oppenbot / Virologe / Sanbot                           | Michael Grimm        |
| Doc / Klempner                                                    | Jürgen Holdorf       |
| Pfandhexe / Mama Bozo                                             | Ulrike Johannson     |
| Sektenmitglied Nr. 3                                              | Martin Kruse         |
| Sektenmitglied Nr. 2                                              | Benjamin Kuhn        |
| Bozo / Chefredakteur                                              | Holger Löwenberg     |
| Hermes / Barkeeper                                                | Robert Missler       |
| Sektenmitglied Nr. 4 / Typ                                        | Jan Müller-Michaelis |
| Sgt. Bambi / Hotti                                                | Simona Pahl          |
| Goon                                                              | Erik „Gronkh“ Range  |
| Barry / Obsthändler                                               | Johannes Semm        |
| Cowboy Dodo                                                       | Smudo                |
| Seher / Liebold                                                   | Mirko Thiele         |
| Geist / Türsteher / Schleimmonster                                | Lars Wasserthal      |
| Ansager / Schleimmonsterkumpel / Mitschnacker / Pvt. Lott         | Daniel Welbat        |
| Zeitreisender / Garlef                                            | Janis Zaurins        |

## Produktionsnotizen
Daedalic hat eine Demo des Spiels veröffentlicht, welche das erste Kapitel und den Anfang des zweiten Kapitels enthält. Als dritter Teil sollte Goodbye Deponia ursprünglich den Abschluss der Reihe bilden. Im März 2016 veröffentlichte Daedalic mit Deponia Doomsday schließlich noch einen vierten Teil.

## Rezeption
Goodbye Deponia erhielt größtenteils positive Bewertungen. Die Rezensionsdatenbank Metacritic aggregiert 34 Rezensionen zu einem Mittelwert von 80.
Das Fachmagazin Adventure-Treff sah eine Kontinuität der Spielereihe in Form von Situationskomik, humorvollen Dialogen und detailreichen Hintergrundgrafiken. Gegenüber den Vorgängertiteln sei das Erzähltempo höher. Das Ende des Spiels stelle einen „zufriedenstellenden und würdigen Abschluss der Trilogie“ dar. Kritisiert wurden einige Logiklücken in der Handlung.
Die britische Website Rock Paper Shotgun kritisierte, dass der Humor des Spiels auf Misogynie und rassistische Klischeebilder zurückgreife.